# Pau Colvée i Roura
Pau Colvée i Roura   (21 de febrer de 1849 - 19 de juny de 1903), va ser un metge i microbiòleg valencià d'origen francés.
Els seus avis van emigrar a França per raons polítiques, i allà va nàixer Pau fruit del matrimoni de sa mare amb el marquès Colvée; mort aquest prematurament, va tornar amb sa mare per establir-se a València, on tenia alguns parents,  i on va romandre la resta de la seva vida.
Va realitzar els seus primers estudis al col·legi dels pares Escolapis, i va començar el batxillerat a l'Institut de València al 1864, quan en va complir els quinze. Va obtenir el títol el 1869 amb molt bones qualificacions i premi extraordinari per oposició.
Tenint en compte la precària situació econòmica de la família, es va veure obligat a fer classes de repàs des de ben jove. L'any 1869, va fundar l'acadèmia Cavanilles de batxillerat, una de les millors de València, i que va dirigir fins al novembre de 1890 quan la va cedir a Joan Rodríguez Condesa, alhora que cursava la carrera de ciències físiques i naturals, fins a llicenciar-se, i de medicina, en què va obtenir el doctorat. Va obtenir el títol de batxiller en ciències durant el curs 1869-70 a la Universitat de València, on va continuar estudiant per a la llicenciatura. El 1871 va guanyar per oposició una plaça de catedràtic auxiliar de l'Institut provincial. Algunes assignatures les va haver de fer a Madrid. Va obtindre el títol el 7 d'octubre de 1872. Entre 1872 i 1877 també va estudiar medicina a la Facultat de València i va obtenir el títol el 1877 amb qualificació destacada. El 25 de setembre d’aquest any es va atorgar l’extraordinari premi. El títol el va obtindre el 20 de febrer de 1878.
Al mateix que el seu amic i soci Vicent Peset i Cervera, tots dos es van convertir en deixebles de Josep Monserrat i Riutort, professor de química, el laboratori del qual va contribuir decididament a l'assimilació a València dels nous corrents experimentals. L’any 1877, encara estudiant, Colvée va fer preparacions microscòpiques de Trichina spiralis en ell, aclarint la causa de l’epidèmia que va patir El Villar.
Poc després, el 3 d'octubre de 1879, va obtindre el doctorat,  i el 1902 va obtenir en propietat la càtedra de mecànica.
Colvée va opositar al càrrec d’auxiliar de la secció de ciències físiques-químiques de l’Institut Provincial de Batxillerat de València i va prendre possessió el 18 de novembre de 1880.
El 1880 va ser nomenat professor auxiliar de física i química a l'Institut de València, on va ser fins a la seva mort supernumerari a València. Exercí com a clínic amb un èxit notable, fet que no va impedir que continués a la investigació de laboratori, principalment en relació amb la medicina i també amb l’agronomia, ja que va participar en les tasques del Consell Provincial d'Agricultura, Indústria i Comerç, així com en el de La Reial Societat Econòmica d'Amics del País. La seva troballa de Trichina el 1877 va servir com a punt de partida a la introducció a València de la incipient microbiologia mèdica.
Poc abans de declarar l’epidèmia colèrica de 1885, va publicar a La Crònica Mèdica, la revista del grup experimentalista valencià, l’obra «Los microbios y los desinfectantes» (1884), i un any després va col·laborar en la vacunació anticolèrica de Ferran. Des de la mateixa perspectiva de la investigació de laboratori, també es va interessar en l’explicació experimental dels signes i processos fisiopatològics, com la respiració de Cheyne-Stokes (1887), la semiologia de l’estenosi pulmonar (1888) i la fatiga cardíaca (1888). Aquesta línia va culminar amb els seus experiments sobre alcoholisme agut (1888), elaborada amb injeccions d’alcohol en animals, que va ser una de les millors monografies de patologia experimentals publicades a la València d’aquest període.
Va ser guardonat amb la plaça de la Secció de Ciències del Professor Supernumerari de l'Institut provincial de batxillerat de València. El 17 de febrer de 1890 va ser designat per un professor numerari de física i química de l'Institut de Huelva, que va renunciar per no voler sortir de València
Triat president de l'Institut Mèdic Valencià, va fer notables treballs microgràfics al laboratori del doctor Monserrat, de qui va ser un dels deixebles més rellevants. En passar un cas de triquinosi al Villar va trobar la triquina a les entranyes de la víctima i es va dedicar a interessants estudis sobre els insectes nocius per a l'agricultura publicant notables monografies sobre aquesta matèria, que van ser acollides amb estima pels més notables naturalistes espanyols i estrangers.

## Publicacions
- «Microzoarios y micrófitos». Butlletí de l'Institut Mèdic Valencià, vol. 15, 1878, pàg. 386-393.
- «Una observación curiosa». Butlletí de l'Institut Mèdic Valencià, vol. 16, 1878, pàg. 193-197.
- «Experimentos importantes». Butlletí de l'Institut Mèdic Valencià, vol. 16, 1878, pàg. 288-291.
- Impremta de Manuel G. Hernández. Ensayo sobre una nueva enfermedad del olivo producida por una nueva especie del género Aspiodotus, 1880.
- «Los microbios y los desinfectantes». La Crònica Mèdica, vol. 8, 1884, pàg. 208-211.
- «El tipo respiratorio de Cheyne-Stokes». La Crònica Mèdica, vol. 10, 1887, pàg. 394-398 i 430-434.
- «Estudios experimentales. Nota sobre el poder tóxico de los alcoholes». La Crònica Mèdica, vol. 12, 1888, pàg. 10-21.
- «Fatiga cardíaca. Coeur forcé. Coeur surmené. Irritable heart». La Crònica Mèdica, vol. 12, 1888, pàg. 73-81 i 193-200.
- «El alcoholismo agudo». Real Academia de Medicina [València], 1888.
- «Experimentos sobre el alcoholismo agudo». La Crònica Mèdica, vol. 12, 1889, pàg. 225-233, 257-266 i 289-297.